# Hötzingen
Hötzingen ist ein Ortsteil der Stadt Soltau im Landkreis Heidekreis in Niedersachsen. Die Ortschaft hat ca. 300 Einwohner.

## Geografie
Hötzingen liegt in der Lüneburger Heide östlich von Soltau am Fluss Große Aue.
Zu Hötzingen gehören die Weiler Emhof, Emmingen, Stübeckshorn, Kamerun und Königskrug.

## Geschichte
Der Ortsteil Hötzingen wurde 1230 erstmals urkundlich erwähnt. Der Ort Stübeckshorn ist bis ins Jahr 1293 nachweisbar. Einer alten Sage nach soll Hermann Billung, Herzog von Sachsen, in Stübeckshorn geboren sein.
Ende des 19. Jahrhunderts bestanden Hötzingen und die Ortsteile aus sechs großen und sechs kleineren Höfen, die meisten von ihnen werden heute nicht mehr landwirtschaftlich betrieben. Nach Ende des Zweiten Weltkrieges zogen 1945 viele Flüchtlingsfamilien aus Osteuropa in die Ortschaft. Auf dem Hof der Familie Meyer – ein Forstgut in Stübeckshorn, der noch heute in 24. Generation betrieben wird – lebten zeitweise mehr als 40 Kriegsflüchtlinge. In dieser Zeit kam es häufig zu Auseinandersetzungen zwischen Einheimischen und Zugezogenen, die Beziehungen besserten sich im Laufe der Jahre aber stetig.
Die diakonische Einrichtung Lobetal kaufte 1954 das ehemalige Gelände einer Lungenheilanstalt für Tuberkulose-Kranke, um dort ein Waisenheim zu eröffnen. Seit den 1970er Jahren betreibt die Lobetalarbeit in Stübeckshorn eine Betreuungsstelle für Menschen mit Behinderung.

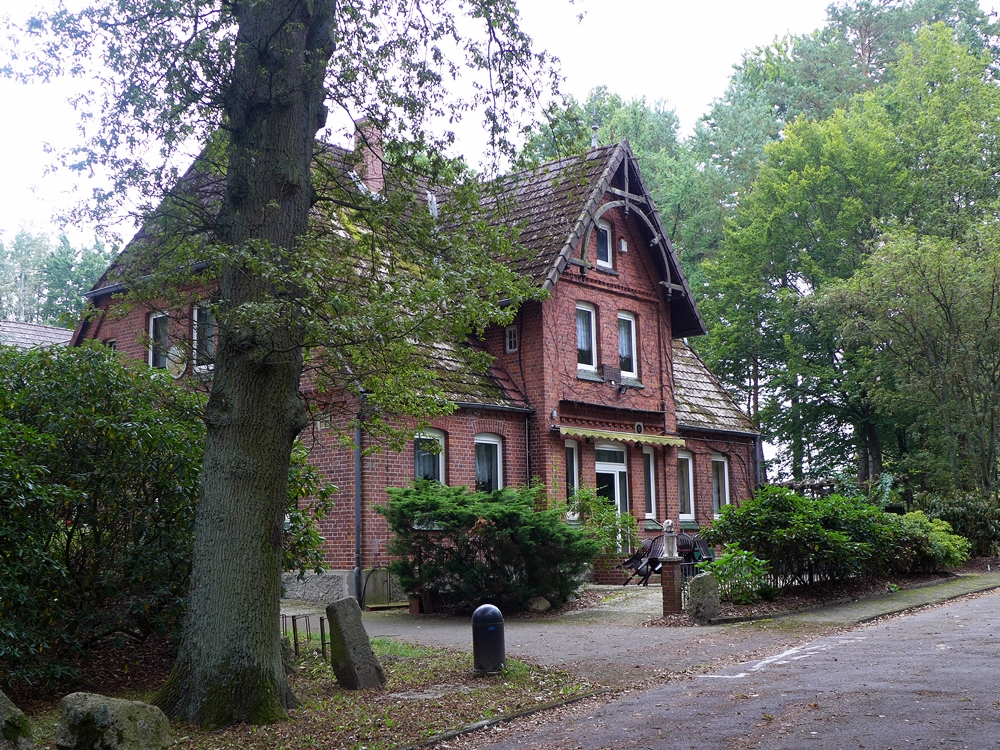
Emhof

Durch das Soltau-Lüneburg-Abkommen, in dem den englischen Besatzern 1963 eine 40 Kilometer mal 10 Kilometer Fläche in der Lüneburger Heide als militärisches Übungsgebiet zugesprochen wurde, litt besonders der Emhof, der große landwirtschaftlich genutzte Flächen verlor. Die Natur in diesem Gebiet wurde zum Teil stark beschädigt, erst 1994 wurde das Übungsgelände geschlossen.
Am 1. März 1974 wurde Hötzingen in die Stadt Soltau eingegliedert. Auch der Ortsteil Königskrug, der ursprünglich zu Munster gehörte, wurde im Zuge der Gebietsreform Hötzingen zugeschlagen.
Die Bundesstraße 209, die zuvor genau durch den Ort lief, wurde 1989 an den Ortsrand verlegt. Daraufhin mussten die alten Gasthäuser Pension Berger und Dokus, die von dem Durchgangsverkehr lebten, schließen.

## Politik
Ortsvorsteher ist Jari Eggers.

## Wirtschaft und Infrastruktur

### Unternehmen
Die Lobetalarbeit mit Sitz in Celle betreibt in Stübeckshorn eine Zweigstelle, in der mehr als 100 geistig und mehrfach Behinderte betreut werden. Mit 89 Vollzeitangestellten ist Lobetal der größte Arbeitgeber der Ortschaft.
Der Emhof ist Heimat für die Tiere der Wildtierhilfe Lüneburger Heide.

### Verkehr
In Hötzingen kreuzen sich die Bundesstraße 71 und die Bundesstraße 209. Emmingen besitzt einen Bahnhof an der Bahnstrecke Uelzen–Langwedel, der jedoch seit den 1980er Jahren nicht mehr in Betrieb ist.

## Sehenswürdigkeiten
In der Liste der Baudenkmale in Soltau sind für Hötzingen vier Baudenkmale aufgeführt.